# Michel Pablo
Pour les articles homonymes, voir Pablo.
 (avril 2017).
Si vous disposez d'ouvrages ou d'articles de référence ou si vous connaissez des sites web de qualité traitant du thème abordé ici, merci de compléter l'article en donnant les références utiles à sa vérifiabilité et en les liant à la section « Notes et références ».
Michel Pablo (en grec Μισέλ Πάμπλο), de son vrai nom Michalis N. Raptis (en grec Μιχάλης Ν. Ράπτης), né le 24 août 1911 à Alexandrie (Égypte) et mort le 17 février 1996, est un leader trotskiste d'origine grecque.

## Biographie
Né en Égypte, Michel Raptis, qui sera connu sous le pseudonyme de « Pablo » (mais aussi en utilisant de nombreux autres), est le fils d'un père juif grec, et d'une mère égyptienne. Il est diplômé de l'université polytechnique nationale d'Athènes et continue ses études d'urbanisme à la Sorbonne, à Paris, où il vivra la plupart du temps dans les décennies suivantes.

### La Quatrième Internationale
Il commence à s'impliquer en politique à la fin des années 1920. Il adhère aux « archéo-marxistes » — mouvance communiste grecque opposée au stalinisme — en 1928 puis dans le mouvement trotskiste à partir de 1934. Après le coup d'État de Ioánnis Metaxás, il est emprisonné avec sa femme, puis exilé en Suisse et enfin à Paris où il arrive en 1938. Avec Pantelís Pouliópoulos il est l'un des deux trotskistes grecs présents au congrès de fondation de la Quatrième Internationale à Périgny près de Paris en 1938.
Pablo, malade de la tuberculose au début de la Seconde Guerre mondiale, est soigné au sanatorium des étudiants de France de Saint-Hilaire du Touvet. Il y continue une activité résistante en relation avec le docteur Douady. Après la mort de Marcel Hic, il devient en 1943 le principal organisateur du secrétariat européen de la Quatrième Internationale et l'artisan de l'unification de trois des groupes trotskistes français dans le Parti communiste internationaliste (PCI), seul le « groupe Barta » restant en dehors de la Quatrième Internationale.
Après la guerre, Pablo devient la figure centrale de la Quatrième Internationale, grâce au soutien du Parti socialiste des travailleurs américain de James P. Cannon. Il joue un rôle majeur dans la réunification, la recentralisation et la réorientation de l'Internationale. En 1946, il se rend en Grèce où il réussit à réunifier les quatre organisations trotskistes du pays. Pablo et Ernest Mandel contribuent à faire adopter par la Quatrième Internationale la thèse selon laquelle les pays d'Europe orientale occupés par les forces armées soviétiques en 1944-1945 sont devenus ce qu'ils appellent des « États ouvriers déformés ». A la fin des années 1940, il participe aux brigades de travail en Yougoslavie, pour la défense du Titisme contre Staline.
Dans les lendemains incertains de la Seconde Guerre mondiale, alors que les trotskistes sont numériquement très inférieurs aux partis communistes de masse et que leurs espoirs de crise révolutionnaire se sont envolés, Pablo avance une nouvelle tactique pour la Quatrième Internationale. Estimant comme beaucoup de gens à cette époque qu'une Troisième Guerre mondiale est imminente, qu'elle entraînerait des explosions révolutionnaires et l'émergence d'une opposition dans les partis communistes, Pablo considère que, pour gagner de l'influence, convaincre de nouveaux membres et éviter de devenir de petites cliques sectaires condamnées à discuter entre elles, les trotskistes doivent, là où cela est possible, rejoindre les partis communistes ou social-démocrates de masse. Cette tactique fut appelée « entrisme sui generis », ou entrisme à long terme, étant bien entendu que la Quatrième Internationale devait conserver son identité politique et sa propre presse.
Pablo chercha à imposer ses positions à certaines sections nationales récalcitrantes comme la section française au nom de la discipline de parti et du centralisme démocratique, ce qui ne contribua pas à la sérénité dans la discussion de cette orientation.

### «Le pablisme»
En 1953, les Américains, les Britanniques et une partie des trotskistes français déclarent leur opposition à cette orientation et quittent la Quatrième Internationale pour constituer le Comité international de la Quatrième Internationale. La virulence de cette tendance à l'encontre du « pablisme » devint légendaire. Diabolisé, Pablo devient le symbole de tout ce qui est condamnable dans le mouvement trotskiste. Des décennies après cette rupture, certains groupes emploient encore comme infamante l'épithète « pabliste » pour dénigrer leurs adversaires.
Pablo continua à militer avec le secrétariat international de la Quatrième Internationale, agissant depuis Amsterdam et Paris. Dans les faits, sa tactique entriste ne put être appliquée dans de nombreux pays et ne remporta que de petits succès dans les pays où il était possible d'intégrer un important parti social-démocrate.
Aucune des tendances trotskistes, qu'elle prône l'entrisme ou la construction de partis indépendants, ne put élargir sa base dans les premières années de la guerre froide. Après l'invasion de la Hongrie, en 1956, beaucoup d'intellectuels quittèrent les partis communistes. De nouvelles divergences apparurent dans les partis staliniens avec la rupture sino-soviétique, mais cela ne profita guère aux organisations trotskistes. La montée des mouvements de libération dans les pays coloniaux convainquit Pablo que les meilleures perspectives révolutionnaires viendraient du Tiers-Monde et il s'intéressa au mouvement de libération des femmes, sujet sur lequel il écrivit un essai.
Il s'impliqua dans le soutien au FLN algérien pendant la guerre d'Algérie, ce qui lui valut une incarcération aux Pays-Bas pour production de fausse-monnaie et trafic d'armes. Jean-Paul Sartre lança une campagne en sa faveur. En 1961, Pablo fut finalement condamné à 15 mois de prison et libéré à la fin de son procès. Il se réfugia au Maroc avant de devenir conseiller de Ben Bella, premier président de l'Algérie (1962-65) où il développa une stratégie autogestionnaire à partir du ministère des biens vacants, et participa à l'organisation de la Conférence tricontinentale avec le militant marocain Mehdi Ben Barka.
En 1963, ayant des positions communes envers la révolution cubaine, le CIQI, derrière le SWP américain, et le SIQI se réunifièrent. Mais le SWP considérait Pablo comme un obstacle à cette réunification. Pablo put néanmoins présenter une contre-résolution au congrès de réunification de la Quatrième Internationale de 1963 et il fut élu au comité exécutif international. Mais les tensions s'accumulèrent et, pour des raisons controversées, Pablo se retrouva en dehors de l'Internationale dès 1965.

### Hors de la Quatrième Internationale
L'influence de Pablo pendant cette période fut surtout celle de ses écrits. Il a animé la tendance marxiste-révolutionnaire de la Quatrième Internationale (TMR4) après 1965, devenue tendance marxiste-révolutionnaire internationale (TMRI) en 1972. En 1994, la TMRI rejoignit la Quatrième Internationale.
Le thème principal de sa pensée à la fin des années 1960 et dans les années 1970 fut celui de l'autogestion. Il est un des fondateurs de la revue Autogestion. Actif au Chili sous la présidence de Salvador Allende, il écrit en 1973 Quel socialisme au Chili ? Étatisme ou autogestion ? Il est présent au Portugal au moment de la révolution des Œillets. Pablo rentra en Grèce après la chute de la junte militaire.
De manière inhabituelle pour un révolutionnaire, ses funérailles furent un événement d'État dans sa Grèce natale. Cela est dû probablement à l'amitié qu'il entretenait depuis les années 1930 avec le Premier ministre socialiste Andréas Papandréou qui avait été trotskiste dans sa jeunesse.

## Publications
(Sous le nom de Michel Raptis.)
- Socialism, Democracy & Self-Management
- Revolution and Counter Revolution in Chile
- Étude pour une politique agraire en Algérie

#### Autres ex-militants del'Alliance marxiste révolutionnaire
- Nicolas Baby
- Joël Grynbaum
- Charles Najman
- Maurice Najman
- Bernard Schalscha

## Archives
- Inventaire du fonds d'archives de Michel Pablo conservé à La contemporaine.